# Émile Baudot
Jean Maurice Émile Baudot (11. září 1845, Magneux – 28. března 1903, Sceaux) byl francouzský telegrafní inženýr a vynálezce Baudotova kódu používaného dálnopisy. Je po něm pojmenována jednotka baud.

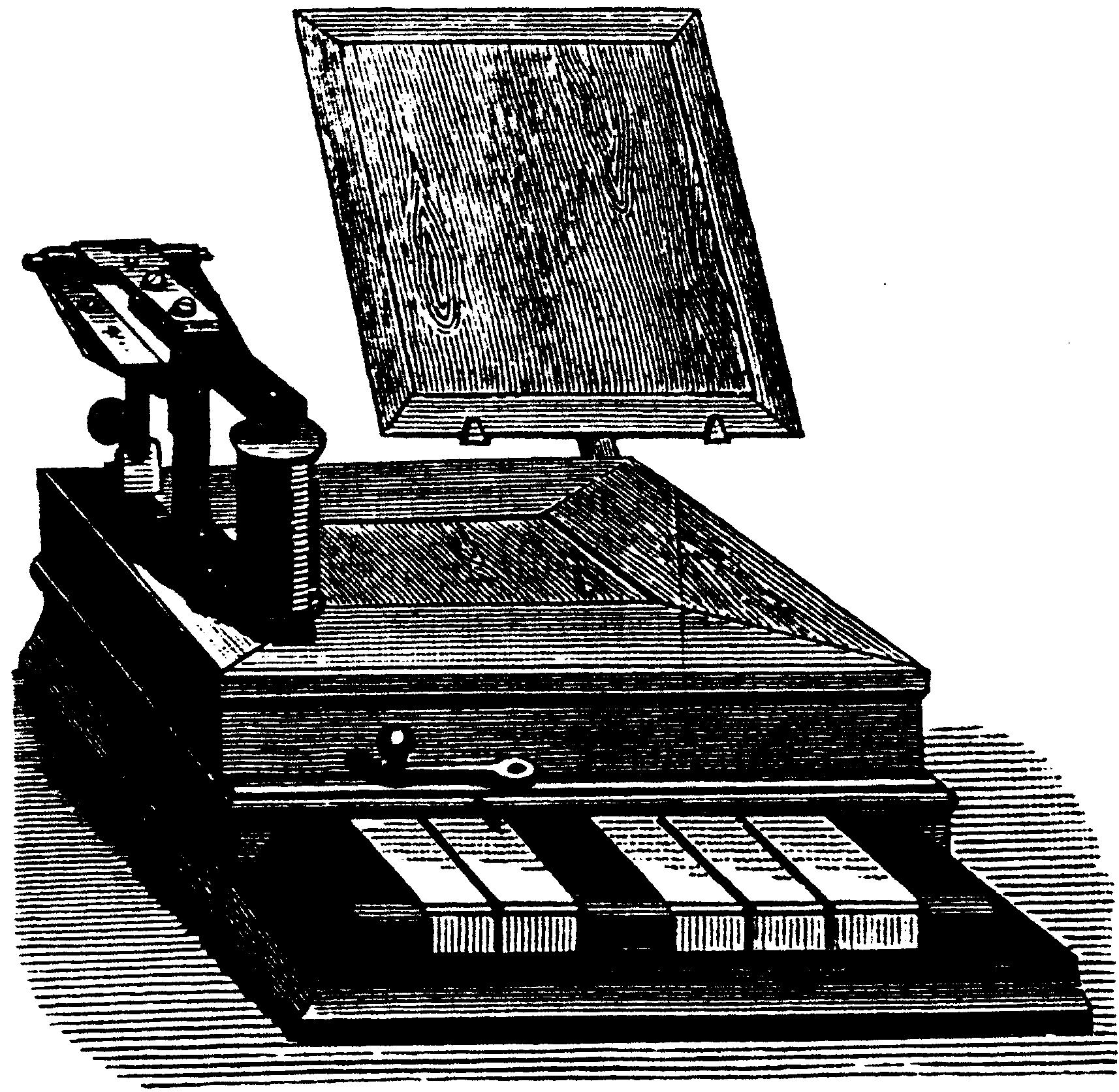
Klávesnice Baudotova dálnopisu

Baudot pocházel ze skromných poměrů a vyrůstal na rodinném statku. V červenci 1870 nastoupil do telegrafní správy. Inspirován vědeckým aspektem své práce se rozhodl pokračovat ve vyšším vzdělání. Jako samouk se věnoval studiu mechaniky a elektřiny. Chtěl zvýšit rychlost telegrafní komunikace, která byla omezena schopnostmi lidských operátorů, a představoval si elektromechanický systém pro odesílání a příjem telegrafních signálů, který by umožnil znásobit množství informací protékajících telegrafní linkou. Na světové výstavě v roce 1878 získal za svůj vynález zlatou medaili.